# Milà
|  | Aquest article tracta sobre la ciutat italiana. Vegeu-ne altres significats a «Milà (desambiguació)». |

Milà (Milan en llombard, [miˈlãː], Milano en italià, [miˈlaːno]) és una ciutat italiana, la més important i poblada del nord d'Itàlia. És la capital de la regió de la Llombardia i de la ciutat metropolitana homònima, centre d'una de les àrees metropolitanes més poblades d'Europa, a més de ser el segon municipi més poblat del país, després de Roma. Té una importància económica a nivell nacional, regional i europeu i és conegut com la capital financera i econòmica del país.

## Geografia

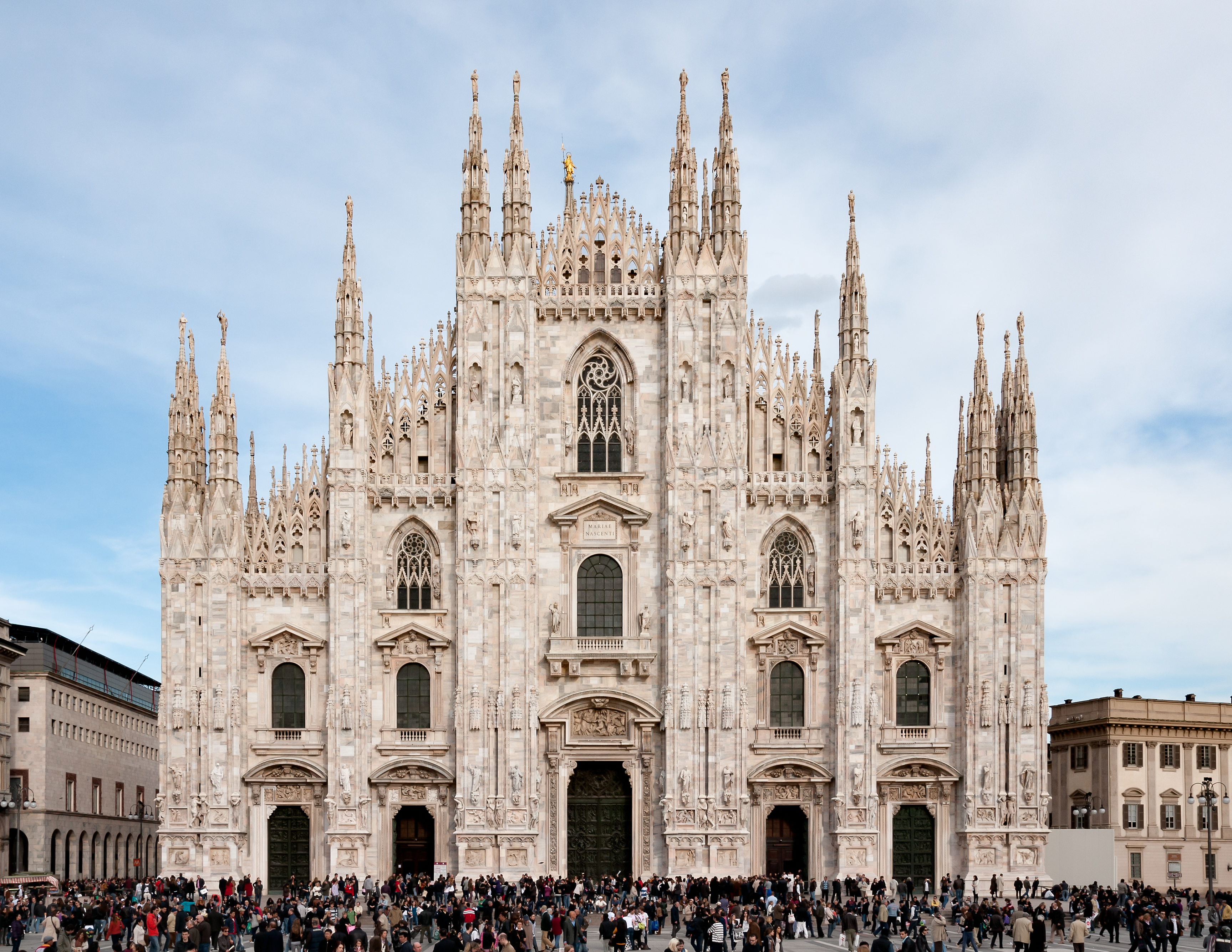
El Duomo

Milà està a la secció nord-occidental de la Vall del Po, aproximadament a mig camí entre el riu Po al sud i els peus dels Alps amb els grans llacs (llac Como, llac Maggiore, llac Lugano) al nord, el riu Ticino a l'oest i el riu Adda a l'est. El terreny de la ciutat és pla, el punt més alt és a 122m sobre el nivell del mar.

### Clima

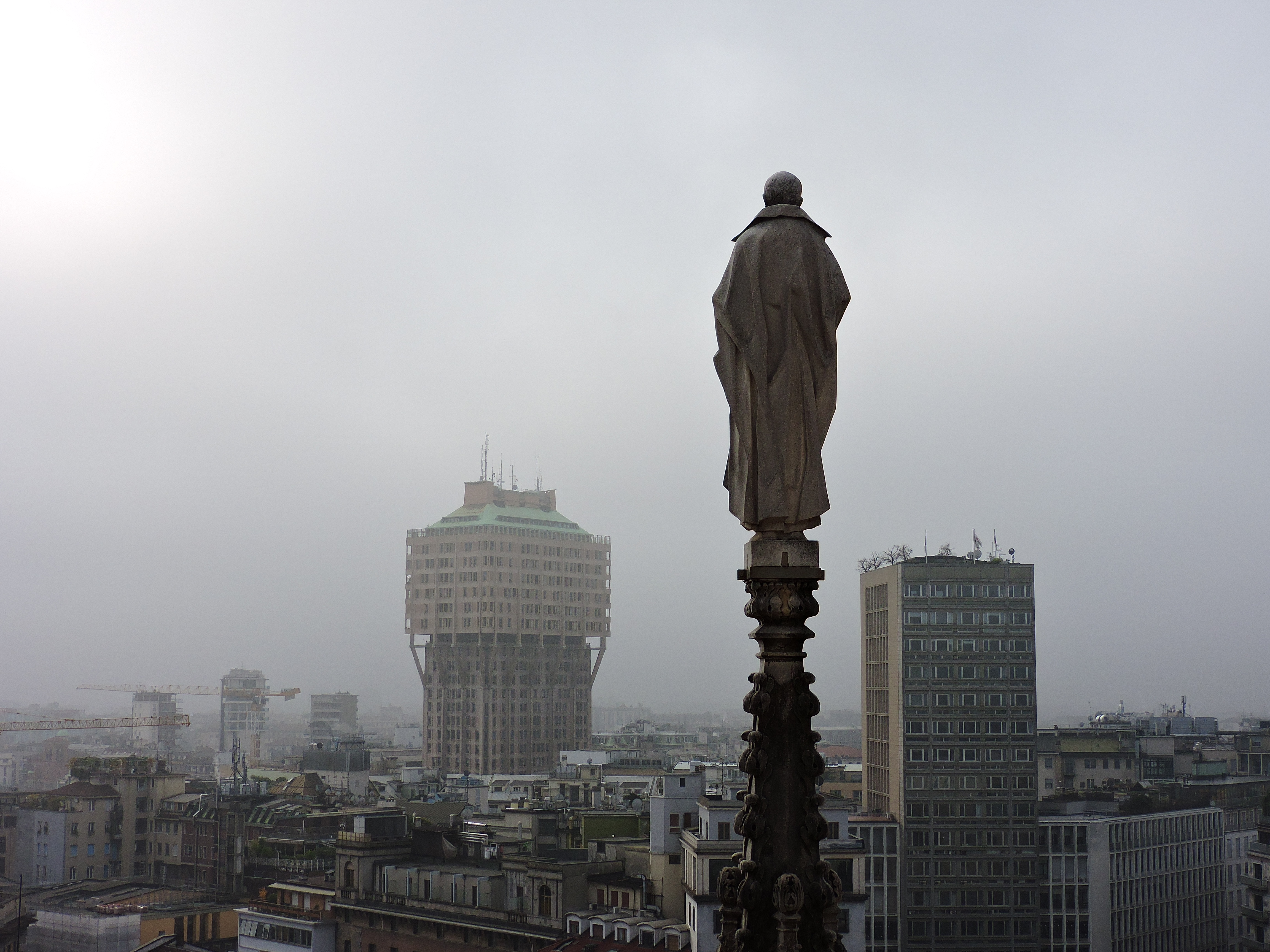
Un dia de boira al centre de Milà.

Milà té un clima subtropical humit, (Cfa), segons la Classificació de Köppen, o un clima temperat continental segons la Classificació climàtica de Trewartha (Do). Destaquen els hiverns boirosos.
El mes de gener la temperatura mitjana és de 2,5 °C (màximes de 6 i mínimes de -1 °C) i el de juliol de 23,5 °C (màximes de 29 i mínimes de 18 °C). La pluviometria mitjana és de 1017 litres i no presenta un dèficit acusat als mesos d'estiu (67 litres al juliol i 89 litres l'agost).

## Història

### Època cèltica
Milà va ser fundada cap a l'any 590 a.C., per una tribu celta pertanyent al grup dels Insubres, pertanyent també a la cultura Golasecca. El nom original, que ens arriba per autors llatins amb el nom de Mediolanum (Tàcit i Plini el Vell) o Mediolanium (Titus Livi) i per d'altres grecs com Μεδιόλανον (Polibi, Plutarc i Dió Cassi) o com Μεδιολάνιον (Estrabó), apareix en un antiga inscripció celta com a Meśiolan (on probablement la ś representa el so /d/).
En base als descobriments arqueològics, l'oppidum celta de Milà devia tenir la mateixa ubicació i extensió que l'assentament de Golasecchia, que era més antic, però no s'han mai trobat construccions defensives urbanes, cosa que pot explicacar l'atribució de la definició de poble donada per Polibi i Estrabó. S'estima la superfície de l'assentament gal a unes dotze hectàrees, ocupant la zona on avui hi ha la piazza San Sepolcro.

### Època Romana
Després d'haver sigut el poble més important dels celtes de l'Insubria, Milà va ser conquerida pels romans l'any 222 aC. després d'un llarg setge comandat pels cònsols Cneu Corneli Escipió Calvus i Marc Claudi Marcel. La conquesta es va veure interrompuda per l'entrada a la península italiana d'Hanníbal, que es va aliar amb la població celta. No seria fins als primers anys del segle II aC. que els Insubres i els Bois es van sotmetre definitivament a la dominació romana.

A causa de la posició estratègica de rereguarda, Milà va tenir una importància estratègica militar per a les campanyes de Cèsar durant la conquesta de la Gàl·lia. En els anys a partir del 58 aC al 50 aC Milà es va convertir en el centre més important de la província de la Gàl·lia Cisalpina i, arran del seu desenvolupament econòmic, l'any 49 aC, Cèsar otorgaria a la ciutat el títol de municipium.

Maqueta de fusta conservada al museu arqueològic de Milà, que mostra una reconstrucció de la Mediolanum romana

Tàcit la descrivira com «firmissima Transpadanae regionis municipia». Sota els romans va continuar guanyant importància. Hi van néixer els emperadors romans Didi Julià i Septimi Geta. Juli Cèsar conqueriria la Gran Bretanya amb soldats principalment vinguts de Mediolanum, pel qual la creixent importància militar va ser acompanyada també d'un creixent reconeixement polític. En el moment de la subdivisió de l'imperi romà per Dioclecià l'any 286, Milà esdevingué, juntament amb Trèveris, la capital de l'Imperi Romà d'Occident.
El 303, l'emperador Maximià hi va establir la seva residència imperial permanent (abans havia estat la residència temporal d'algun emperador), i allà hi fou enterrat. L'any 381, Gracià desplaça oficialment la cort imperial d'Augusta dels Trèvers a Mediolanum; això durarà fins al 404, any en què Honori es va traslladar a Ravenna.
Constantí faria un acord l'any 313 a Milà amb Licini per permetre a tots els ciutadans de l'imperi, per tant, també als cristians, la llibertat de practicar les seves creences gràcies a la promulgació de l'Edicte de Milà (també anomenat Edicte de Constantí). Immediatament després es van començar a construir nombroses basíliques paleocristianes a la ciutat. Ausoni escriurà sobre el Mediolanum dels anys 380-390:
«A Mediolanum tot és digne d'admiració, hi ha una gran riquesa i hi ha nombroses cases nobles. La població és d'una gran capacitat, eloqüència i afabilitat. La ciutat ha crescut i està envoltada per un doble cercle de muralles. Hi ha el circ, on la gent gaudeix dels espectacles, el teatre amb graons en forma de falca, els temples, la fortalesa del palau imperial, la ceca, el barri que pren el nom de les termes hercúlies. Els patis amb columnates estan adornats amb estàtues de marbre, els murs estan envoltats per un mur de terraplens fortificats. Els edificis són els uns més imponents que els altres, com si fossin rivals, i ni tan sols la comparació amb Roma en disminueix la grandesa».
En el període del bisbe Ambròs i de l'emperador Teodosi I, que van declarar el cristianisme l'única religió de l'imperi amb l'Edicte de Tessalònica, Milà va ser el centre més influent de l'Església occidental. L'antic Mediolanum estava defensat per una muralla amb torres i quatre fortificacions, el Castrum Vetus, el Castrum Portae Novae, l'Arx Romana i el Castrum Portae Jovis. Les muralles romanes de Milà, així com les portes antigues de la ciutat van ser destruïdes durant el setge de Milà de 1162 per Frederic Barba-roja, que després van ser substituïdes per les muralles medievals.

### Edat Mitjana

#### Alta edat mitjana

##### Invasions barbàriques
La ciutat va romandre com a capital de la província de la Gàl·lia Transpadana (l'actual Ligúria) i residència del vicari d'Itàlia. Milà va seguir després els esdeveniments de la decadència de l'Imperi Romà. L'any 402 dC, després d'un llarg setge, la ciutat va repel·lir els visigots manats pel rei Alaric: després d'aquests fets, l'emperador Honori va decidir de traslladar la seu de la capital de l'imperi de Milà a Ravenna. El 452 va ser ocupada i saquejada per Àtila. La desintegració de la societat tardoantiga i la consegüent caiguda de l'Imperi Romà d'Occident va ser contrapesada pel primer assentament a Milà d'un poble germànic: el dels Hèruls d'Odoacre. El 476, Odoacre hi va establir la seva residència.
L'any 493, en aquest context, els gots dirigits per Teodoric van derrotar a Odoacre, que poc abans havia deposat l'últim emperador romà d'Occident, Ròmul August, posant fi a la història de la civilització romana en aquesta part d'Europa. Tanmateix, la situació política i militar cada cop més precària va causar a la ciutat diversos problemes i Milà va patir una primera destrucció l'any 539, any en què l'emperador romà d'Orient Justinià I, decidit a reconquerir els territoris imperials d'Occident, va atacar el rei gòtic Teodat, enviant els generals Belisari i Narses a Itàlia al comandament de les seves tropes, iniciant la Guerra Gòtica.
L'any 539, per culpa de desacords i barelles entre els dos generals, Milà es va trobar a mercè dels gots del rei Uraia, que van incendiar la ciutat i massacrar la població. Els gots van ser responsables de la destrucció de les estàtues de marbre i dels grans edificis de la Milà romana, tant edificis civils com temples, fins a les grans i riques vil·les dels patricis, que van ser sistemàticament destrossades i finalment incendiades juntament amb tota la ciutat. Aleshores Milà va ser reconquerida (el 559) per Narses, i reconstruïda per aquest últim. Durant el breu període romà d'Orient, Milà podia haver estat elevada a la capital de la diòcesi italiana (Nord d'Itàlia), encara que no hi hagi proves documentals certes d'aquest fet.
Al segle vi, amb l'entrada dels longobards a la vall del Po, Milà va patir saquejos i espolis, que van durar diverses dècades, als quals va seguir un primer període de renaixement. La capital del domini longobard era a prop de Pavia, però Milà també va exercir aquesta funció durant un breu període sota els regnats d'Agilulf i Teodelinda i el seu fill Adaloald, des del 604 fins al 626 cap al 626. El regne longobard va acabar l'any 774 amb la conquesta de la capital del regne, Pavia per Carlemany, el qual, fent presoner l'últim rei Desideri i la seva dona, es va proclamar Gratia Dei rex Francorum et Longobardorum i més tard, l'any 800, Carlemany va ser coronat a Roma per Lleó III primer com a emperador del Sacre Imperi Romanogermànic.

#### La comuna
La importància de Milà es va confirmar quan va esdevenir la seu d'un comte imperial i d'un bisbe. Amb la deposició de Carles el Gras (887), l'autoritat del govern central carolingi va cessar i van ser els comtes i bisbes locals que van exercir el poder local de facto: la ciutat va evolucionar cap a un municipi lliure, estenent progressivament la seva influència a gran part de la Llombardia al segle xi. En particular, es va establir el municipi modern l'any 1117: en aquell any es va testimoniar per primera vegada l'activitat dels cònsols de Milà.
L'augment de la importància de la ciutat i que tenia una independència de facto van provocar una inevitable lluita pel poder amb el Sacre Imperi Romanogermànic, el qual reclamava la sobirania. Després del setge de Milà de 1158, l'emperador Frederic I va convocar la Dieta de Roncaglia per deliberar sobre la qüestió de la sobirania, posant Milà de nou sota el bàndol de l'imperi per negar-se a rebre un podestà imperial, i el 1162 les tropes imperials van destruir Milà amb suport de Pavia, Cremona, Lodi i Como, el que els va assegurar el control de Llombardia.

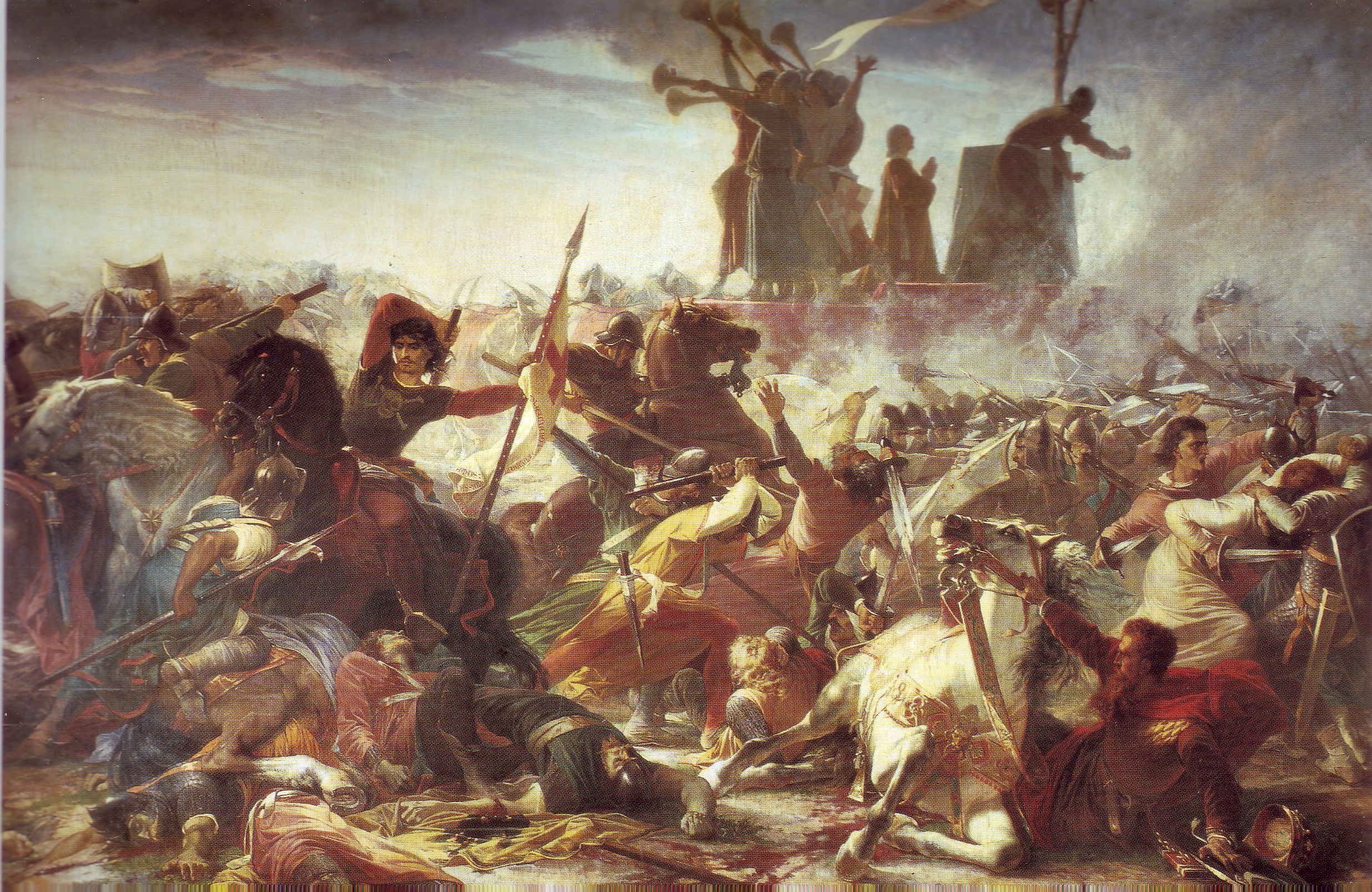
La Batalla de Legnano, del pintor Amos Cassioli

La ciutat va renéixer després de la victòria de la Lliga Llombarda a la batalla de Legnano del 29 de maig de 1176. Mentrestant, Milà havia optat per governar-se a través dels cònsols. Tanmateix, també per qüestions de discòrdia interna, al pas de segle xii al segle xiii es va produir una transició al règim de podestàs, que eren cridats i venien des d'altres ciutats del nord d'Itàlia (com Brescia, Lodi, Piacenza, Bolonya, Como, Vercelli, Bèrgam, Màntua, Gènova, Parma, Venècia, Mòdena, Cremona, Pavia, Reggio de l'Emilia i Forlì) amb l'esperança que fossin imparcials a l'hora de governar. La procedència d'aquests podestàs, per tant, cobrien gran part del nord d'Itàlia, mentre que la ciutat més llunyana de la qual va ser cridat un podestà a Milà sembla ser Forlì.

#### Baixa edat mitjana

##### Senyoriu de Milà
A la baixa edat mitjana Milà va ser l'escenari d'una lluita de les famílies nobles Della Torre (també coneguts com Torriani) i Visconti pel control de la ciutat, lluita que guanyarien els Visconti, i més tard el poder passaria a la família Sforza cap a mitjans del segle XV, un cop començat el Renaixement.
El 1197, s'hi va establir el poder de la família Torriani o Della Torre. El 1226, Milà va restablir la lliga Llombarda i va encapçalar la lluita contra l'emperador Frederic II; aquest va assetjar Milà el 1239, però no la va poder ocupar i el partit güelf va triomfar el 1240, i poc després Pagà II Torriani era aclamat capità del poble. Els Torriani van regir la ciutat i Napoleó Torriani fou reconegut per l'emperador Rodolf el 1275.

##### Senyoria dels Visconti
El 1277, la família dels Visconti, encapçalada per l'arquebisbe de la ciutat Otó Visconti, va assolir el poder de facto i el 1287 va fer que el seu nebot Mateu I Visconti la nomenés capital del poble; l'emperador Adolf de Nassau el va nomenar vicari imperial el 1294. El 1302 una revolució va restaurar els Torriani, però amb ajut imperial Mateu I Visconti va recuperar el poder el 1311. Després d'anys de lluita interna, Bernabeu i Galeàs es van repartir els dominis; després de la mort de Mateu II (1355) i Galeàs (1378), Bernabeu va quedar com a vicari i senyor únic, però el 1385 fou destituït pel seu nebot Joan Galeàs Visconti.

El ducat de Milà i els dominis dels Visconti (marcats en verd) a principis del segle XV, en l'apogeu del seu poder, durant el regnat del duc Joan Galeàs Visconti.

El 1349, quan va pujar al govern Joan Visconti, Milà dominava les ciuats Valtellina, Como, Lugano, Brescia, Bèrgam, la Val Comica, Cremona, Crema, Lodi, Novara, Vercelli, Alba, Asti, Alessandria, Tortona, Piacenza, Parma, Novi i Pontremoli. A més, va adquirir Pavia, Bolònia i Gènova i fou reconegut vicari imperial. El senyoriu dels Visconti, que esdevindrà un ducat l'any 1396, va menar una política expansionista brillant, i Milà es va convertir en la capital d'un gran estat, poderós i ric. Com que els Visconti també volien deixar símbols per la ciutat per establir el seu paper hegemònic, Joan Galeàs Visconti va manar construir una catedral que rivalitzés amb les més grans d'Europa: començava així el 1386 la construcció de l'edifici que ha esdevingut el més conegut de la ciutat.
L'economia de la ciutat havia anat creixent: al segle xiii Milà era una de les poques ciutats europees amb més de cent mil habitants, l'artesania estava en ple desenvolupament, sobretot per a la metal·lúrgia, que va ser tan important que molts carrers del centre históric tenen noms com via Spadari (carrer dels espadatxins), que indiquen les especialitats de les botigues artesanes de l'època establertes en aquests carrers. La indústria tèxtil, l'agricultura i la ramaderia florien i el trànsit de mercaderies era intens, també gràcies a la construcció del Naviglio Grande, un canal navegable que servia per al transport així com per irrigar els camps dels afores.

##### Ducat de Milà (Visconti) i proclamació de la república
A la seva mort, Joan Galeàs va repartir els seus dominis entre els dos fills Joan Maria i Felip Maria, però Joan mor assassinat el 1412, i Felip va quedar com únic duc. Ell i el seu general, Francesc Carmagnola, von reprendre la política expansionista dels Visconti, i van recuperar part de les ciutats que s'havien perdut als darrers anys. El 1425, la República de Florència i la de Venècia es van unir en una guerra contra el ducat de Milà per contenir el seu poder i expansió territorial, començant així les Guerres de Llombardia, guerres que guanyaria la coalició veneto-florentina, que va imposar un tracta de pau (1428) en què els milanesos van haver de cedir les ciutats importants llombardes de Bèrgam i Brescia als venecians. Amb el capità Francesc Sforza va intentar recuperar aquests dominis perduts, però fou derrotat i va haver de renunciar a les adquisicions venecianes definitivament el 1441. A la seva mort, es va produir un buit de poder, i un grup de poderosos milanesos van proclamar la República Ambrosiana, governada per 24 capitans, que duraria només tres anys.

### Edat moderna

##### Ducat de Milà sota Francesc Sforza
El capità Francesc Sforza, aprofitant el caos del període republicà i després de guanyar la guerra de successió va prendre el poder el 1450 i es va proclamar duc de Milà. El seu fill Galeàs Maria fou assassinat el 1476 i el poder va passar al seu fill menor, Joan Galeàs, sota regència del seu oncle Lluís el Moro que el 1494, amb la mort del Joan, es va proclamar únic duc de Milà. El 1499, en el context de les guerres italianes, l'exèrcit del rei de frança Lluís XII, comandat pel militar Gian Giacomo Trivulzio, va entrar a Itàlia i envaïr el ducat, va reeixir a fer fora Lluís el Moro. En els anys següents es va desenvolupar una lluita pel domini sobre Milà entre França i els Habsburg.
El 1505, l'emperador Carles va reclamar a França la possessió del ducat, i encara que en foren expulsats el 1512 per la lliga Santa i establert com a duc Maximilià, fill de Lluís el Moro, els francesos van tornar el 1515. El 1521, l'emperador Carles V va conquerir definitivament el ducat amb la batalla de Pavia i va restaurar els seus aliats, els Sforza en la persona de Francesc II, però com que va morir el 1535 sense fills, Carles V va declarar el ducat possessió imperial, i el 1540 el va cedir al seu fill Felip I de Milà (després Felip II d'Espanya). Els reis d'Espanya desde aleshores foren ducs de Milà, que fou administrada per lloctinents, i coneguda per Milanesat.

##### Milanesat espanyol

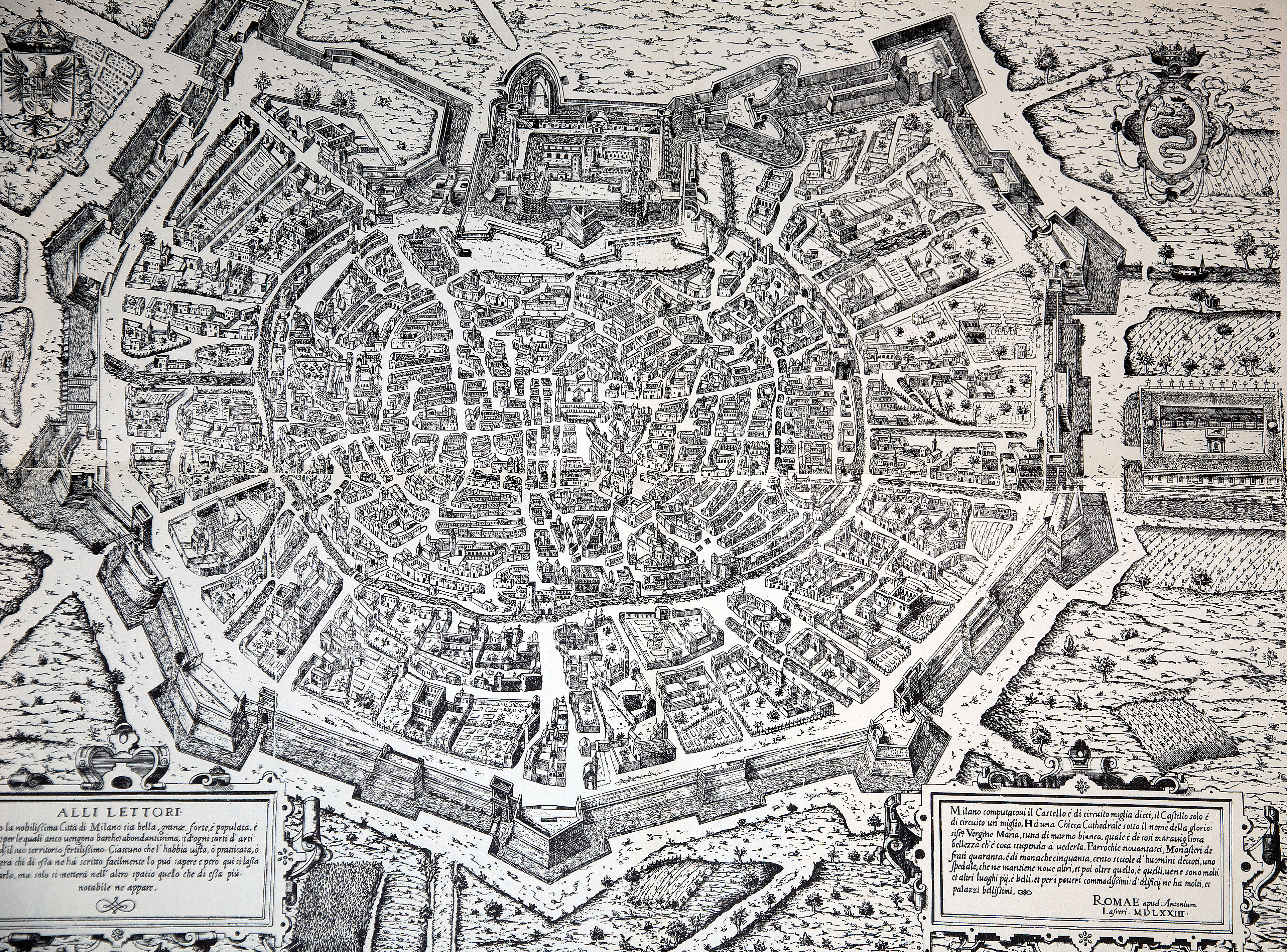
Mapa de Milà de l'any 1573, durant el regnat de Felip II d'Espanya

Amb la divisió de l'imperi dels Habsburg després de l'abdicació de Carles V, el ducat de Milà va passar a mans de Felip II de Castella. Va començar llavors un període de cent cinquanta anys de dominació espanyola. Durant aquests anys es va produir un control ideològic i fiscal força opressiu per part dels governadors espanyols.
Hi va haver una reactivació de l'economia fins a la primeria del segle xvi, també a conseqüència del final d'un llarg període de turbulències. Després el prestigi i la influència del clergat milanès va créixer, sobretot gràcies a les figures preeminents de Carles Borromeo, arquebisbe des de 1565 fins a 1584, i de Federico Borromeo, arquebisbe de 1595 a 1631. En canvi, hi va haver una profunda crisi demogràfica i econòmica cap al 1630 per una epidèmia de pesta (la mateixa descrita per Alessandro Manzoni a la novel·la I promessi sposi) i l'arribada de l'exèrcit alemany. Després es va produir un estancament fiscal que encaixaven en una situació de depressió económica que va tocar tota la península italiana fins a mitjan segle xviii.
El governador espanyol de la ciutat, Ferrante Gonzaga, va fer construir les anomenades muralles espanyoles, un conjunt de noves fortificacions modernes, entre l'any 1548 i 1562, ordenades també per l'emperador del Sacre Imperi Germànic Carles V d'Habsburg.Van substituir les muralles medievals, que havien esdevinguts obsoletes a causa de la invenció de la pólvora. Al llur torn van ser enderrocades a partir de 1889, en el marc Pla Beruto, el primer pla de direcció urbanística modern. La cintura de bastions, esdevinguts inútils, formava un fre a l'expansió i una barrera amb els nous barris industrials que havien crescut al segle xix. Van ser transformats en amples bulevards amb molt d'espai per als vianants.Només uns quants trams de les muralles han sobreviscut fins al segle xxi.
A principis del segle xviii, ddurant la crisi successòria al Regne d'Espanya, l'any 1706, durant la guerra de Successió Espanyola, Milà va ser ocupada per Eugeni de Savoia, membre de la família Savoia-Soissons al servei de l'exèrcit del Sacre Imperi Romanogermànic, i la ciutat va passar al domini austríac, l'annexió va ser formalitzat pel Tractat de Rastadt el 1714.

### Edat contemporània

#### Període napoleònic
L'imperi austríac va dominar Milà fins al 9 de maig de 1796, quan l'arxiduc Ferran d'Àustria- Este va abandonar la ciutat per mor de la campanya d'Itàlia conduïda per Napoleó Bonaparte. Del 1796 al 1797, Milà va ser la capital de la República Transpadana, del 1797 al 1802 seria la seu del govern de la República Cisalpina, del 1802 al 1805 capital de la República Italiana napoleónica i del 1805 al 1814 seu del govern del Regne d'Itàlia napoleonic.
L'arribada de Napoleó Bonaparte va provocar una onada d'entusiasme entre els milanesos que hi van veure la possibilitat de realitzar els ideals revolucionaris francesos, molt desitjats en algunes capes de la població i contraposat al model conservador dels austríacs. L'exèrcit francès va entrar a Milà el 15 de maig i, després d'aproximadament un any d'aldarulls d'inspiració jacobina, s'establiria la república germana de la República Cisalpina el 1797. La nova república no va tenir una existéncia fàcil, ja que un cop Napoleó se'n va anar, Milà va tornar a caure en el jacobinisme, per això la ciutat no va poder oposar cap resistència al retorn de les tropes austríaques el 1799, que van emprendre una duríssima repressió contra els civils. Després del nomenament de Napoleó com a primer cònsol, gràcies a la victória a la batalla de Marengo, la ciutat esdevé la capital del Regne d'Itàlia napoleònic.

#### Del Regne Llombarvènet a la segona guerra mundial

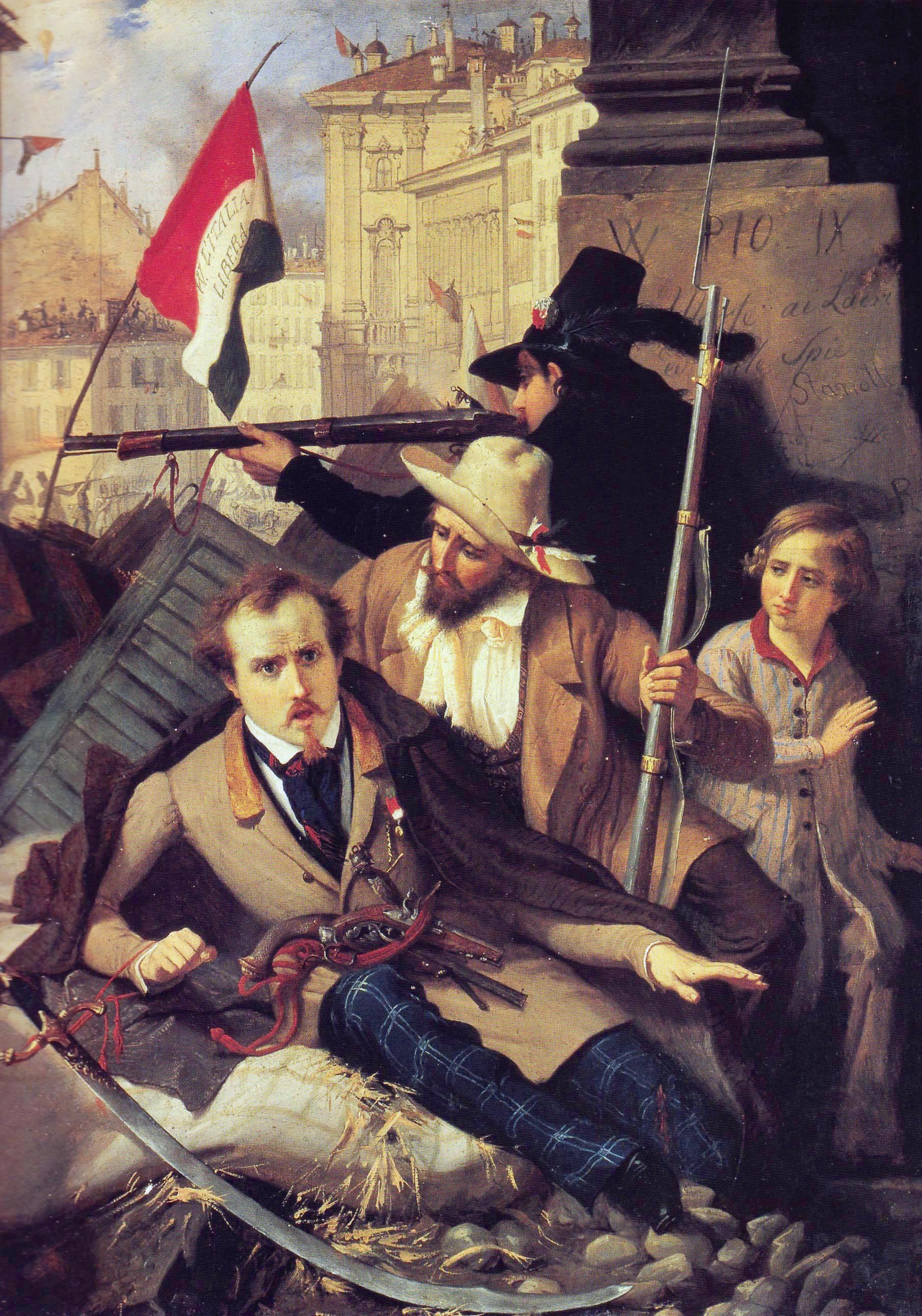
Episodi dels cinc dies de Milà, en un quadre de Baldasare Verazzi

Amb la caiguda de Napoleó Bonaparte, el Congrés de Viena (1815) va tornar Milà sota el domini austríac, ja no com a ducat, sinó com a capital del nou Regne Llombardvènet, regne que comprenia els territoris italians controlats per l'imperi dels Habsburg.
El descontent entre la societat era molt difús, els milanesos veien els austríacs i el seu exèrcit com una força d'ocupació. Durant els següents anys, a la ciutat i en diferents llocs d'Itàlia eren comunes les revoltes i abalots de caràcter liberal i patriótic en contra de la policía austríaca. El 1848, seguint l'exemple de les revoltes populars a molts països d'Europa, hi va esclatar una revolta coneguda com els Cinc Dies de Milà: de 18 a 22 de març, els milanesos es van aixecar en armes contra la guarnició militar austríaca i contra el general Josef Radetzky, governador del Llombarvènet, que van expulsar-los de la ciutat. Després d'un èxit inicial per part dels sublevats, l'any següent l'exèrcit austríac comandat per Radetzky reentraría a la ciutat i reestableix l'ordre prerevolucionari. El 1859, durant la segona guerra d'independència italiana, Milà i la Llombardia (excepte Màntua) passarien a formar part del Regne de Sardenya, que més tard es convertiría en el Regne d'Itàlia.
El 1883 es va fundar a Milà la Central Santa Radegonda, la primera central elèctrica d'Europa i segona del món, després de la de Nova York. La construcció, guiada per Giuseppe Colombo, és recordada amb una columna conmemorativa del carrer homónim en una placa posada més tard per Luigi Dadda.
Cap al final del segle xix començament del segle xx, Milà va experimentar un desenvolupament industrial i del sector terciari extraordinari, i va esdevenir el centre econòmic d'Itàlia. Va ser el lloc de l'Exposició Universal de 1906, que va celebrar l'obertura del túnel sota el pas del Simplon. L'esforç bèl·lic durant la Primera Guerra Mundial va veure un fort desenvolupament de la indústria, no només de la indústria pesant, això va portar dificultats en la posterior reconversió de la postguerra. Tot això es va unir això amb la decepció de les expectatives de major benestar i democràcia per la victória a la primera guerra mundial, propagades per la propaganda d'allistament. Aquestes tensions socials van donar lloc al que els historiadors anomenen el bienni roig (il bienio rosso), en reacció contra aquests desordres el recentment creat moviment feixista trobaria una excusa per justificar les seves accions.
A principi del segle xx, Milà era, per la composició social, una ciutat amb una forta connotació socialista: Filippo Turati, que hi havia fundat la Lliga Socialista Milanesa el 1889, va estar entre els fundadors, el 1892 del Partit Socialista Italià. L'òrgan del partit, el diari Avanti!, va tenir la seu a Milà a partir de 1911 i Benito Mussolini en va ser un dels directors (1913-1914). Els dos últims alcaldes de Milà escollits democràticament van ser socialistes, Emilio Caldara el 1914 i Angelo Filipetti el 1920.

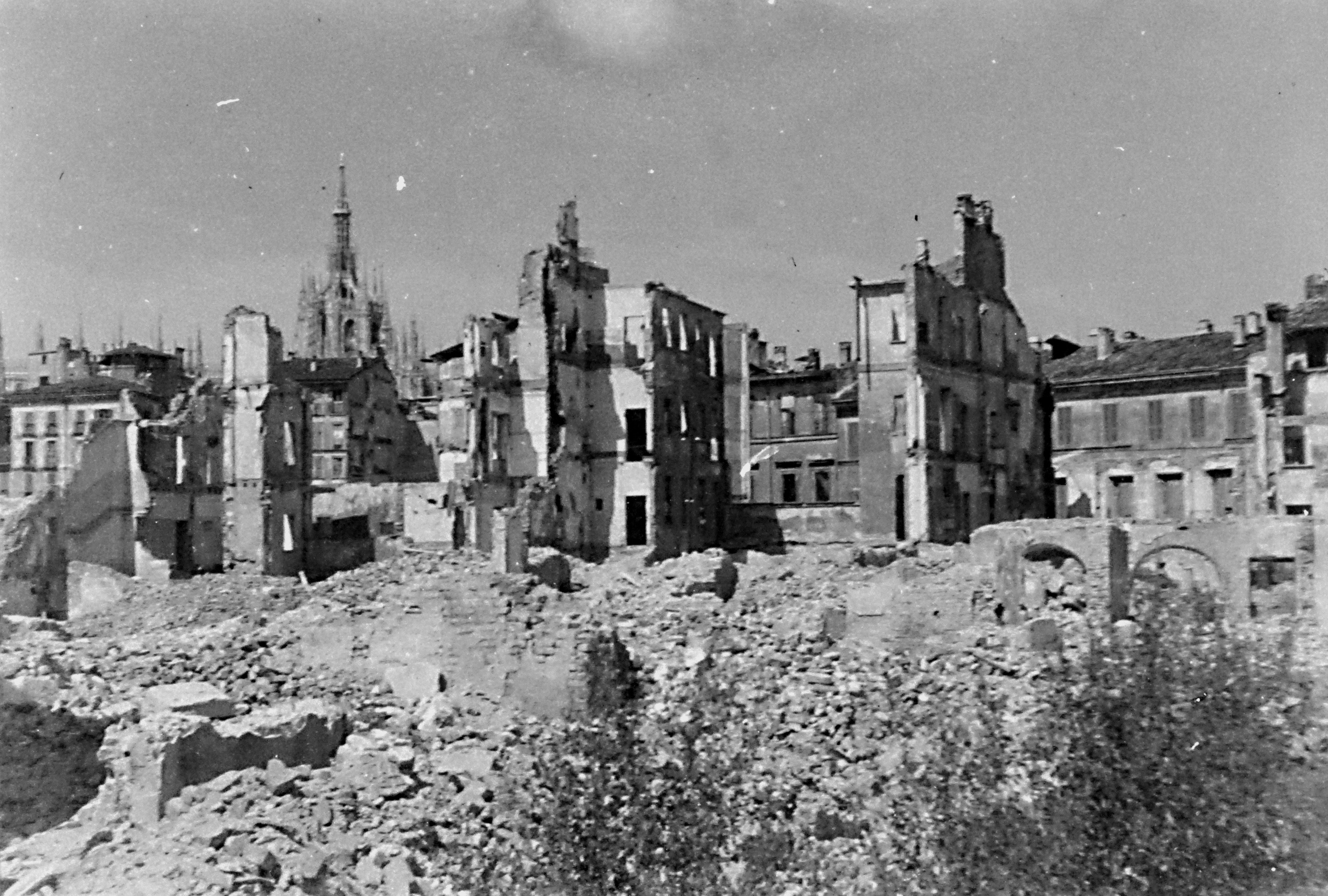
Milà després d'un bombardeig l'any 1943, al fons, per sobre de les runes, es pot veure l'agulla del Duomo

Els anys posteriors a la Primera Guerra Mundial van venir carregats de tensions socials que van culminar amb el ja mencionat bienni roig, dos anys amb recurrents enfrontaments violents entre moviments anarquistes, obrers i comunistes i el naixent moviment feixista, del qual Milà va ser el bressol. Els Fasci italiani di combattimento s'hi van fundar el 23 de març de 1919 a la sala del Circolo dell'Alleanza Industriale de la plaça de San Sepolcro. El 12 d'abril de 1928 s'hi va perpetrar un atac terrorista en contra de l'aleshores rei d'Itàlia Víctor Manuel III, durant una cerimonia d'inauguració de la Fiera Campionaria. Una explosió va deixar vint assistents morts i quranta ferits.

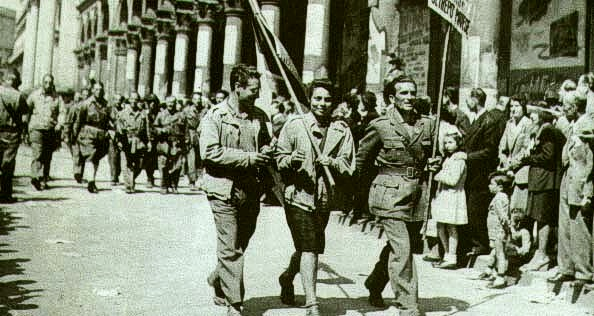
Partisans desfilant a la plaça del Duomo, dies després de l'alliberament de la ciutat

Durant la segona guerra mundial, Milà patiría un dels bombardeigs aeris més greus de la història d''Itàlia. L'agost de 1943, en el transcurs d'una setmana, va patir nombrosos atacs aeris, que van destruir un terç de la superfície construïda i van afectar la meitat dels edificis, deixant 150.000 persones sense llar. Els avions llançaven les bombes des d'altituds molt elevades, impactant a l'atzar edificis del centre històric. Alguns dels edificis histórics afectats van ser El Teatro alla Scala, el Palazzo Marino, la Rinascente, la seu del Corriere della Sera, a més de les fàbriques de Pirelli i Alfa Romeo entre d'altres. La catedral es va salvar malgrat l'esfondrament de desenes d'estàtues. També es van veure afectats el Castell Sforzesco, l'església de Santa Maria delle Grazie, el Palau Reial, la Pinacoteca Ambrosiana i l'hospital Fatebenefratelli.
El 29 d'abril de 1945 es van exposar a Piazzale Loreto els cossos de divuit jerarques feixistes morts, incloent-hi el del mateix Mussolini. Els jerarques havien estat afusellats per un grup de partisans liderats per Walter Audisio la tarda del 28 d'abril. Un batibull de milanesos va començar a trepitjar, colpejar i a escopir els cossos. Els bombers i d'alguns partisans van haver d'intervenir per a apartar els cadàvers de la ira de la gentada, i aquestos van penjar cap per avall els cossos del sostre d'una benzinera de la plaça.

#### De la postguerra al nou mil·lenni
Ciutat emblema de la Resistència (25 d'abril, dia de l'alliberament nacional, commemora la insurrecció general partisana del 25 d'abril de 1945 que va portar a l'alliberament de Milà) va ser, després de la Segona Guerra Mundial, després del naixement de la República Italiana (1946), un dels motors de la reconstrucció industrial i cultural de l'Itàlia de postbélica.
A Milà es van haver uns dels més grans enfrontaments de l'època del Sessantaotto italià, període d'enfrontaments polítics i social que van dur a una série d'atemptats greus, com el del 12 de desembre de 1969 amb la massacre de Piazza Fontana. Durant l'últim quart de segle, la ciutat va ser al centre de la política italiana: amb l'ascens al poder de la classe dirigent milanesa del Partit Socialista Italià (encapçalat per Bettino Craxi, entrant al govern nacional, després amb l'escàndol de Tangentopoli) i més tard amb l'ascens del milanès Silvio Berlusconi, liderant una coalició de centredreta.
Milà és avui un important centre comercial i industrial internacional, així com el major centre italià a nivell de serveis, del sector terciari, de finances, de moda, d'editorials i sobretot d'indústria. També és la seu de la Borsa Italiana (a la Piazza degli Affari), un dels centres financers més importants d'Europa, així com la seu administrativa de desenes de multinacionals. És un dels principals centres universitaris, editorials i televisius d'Europa. La Fiera di Milano, un centre d'exposicions té l'àrea d'exposició més gran d'Europa. Després de l'encàrrec oficial del Bureau international des Expositions, el 31 de març de 2008 i de l'1 de maig al 31 d'octubre de 2015 la ciutat va acollir l'Expo 2015, sobre el tema de l'alimentació. El Globalization and World Cities Study Group de la Universitat de Loughborough, l'any 2004 va classificar com a incipient global city, juntament amb Amsterdam, Boston, Chicago, Madrid, Moscou i Toronto. El 2016 va guanyar el premi europeu per a les ciutats accessibles.

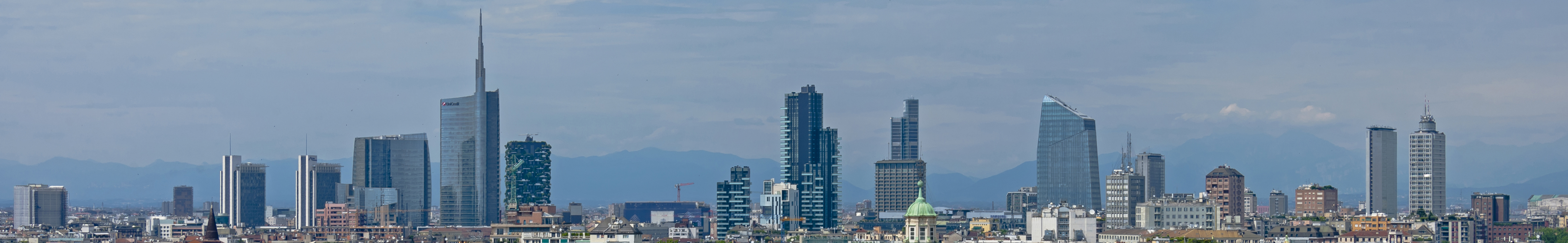
Vista urbanística de Milà, vista desde la seva Catedral

### Llistes de governantVegeu:fe
- Llista de comtes, senyors i ducs de Milà.
- Llista de governadors espanyols i austríacs del Milanesat.

### Cronologia
- 382: la cort imperial s'instal·la a Milà fins al 404.
- 539: Milà és presa pels ostrogots.
- 1277: Ottone Visconti dirigeix Milà.
- 1295: Mateo Visconti agafa el poder a Milà.
- 1386: construcció del Duomo de Milà.
- 1447: fi de la dominació de la dinastia Visconti a Milà.
- 1450: Francesco Sforza esdevé duc de Milà.
- 1848: com nombroses ciutats europees, Milà es revolta.
- 1923: fundació de la Universitat de Milà.

## Arquebisbat i capitalitat

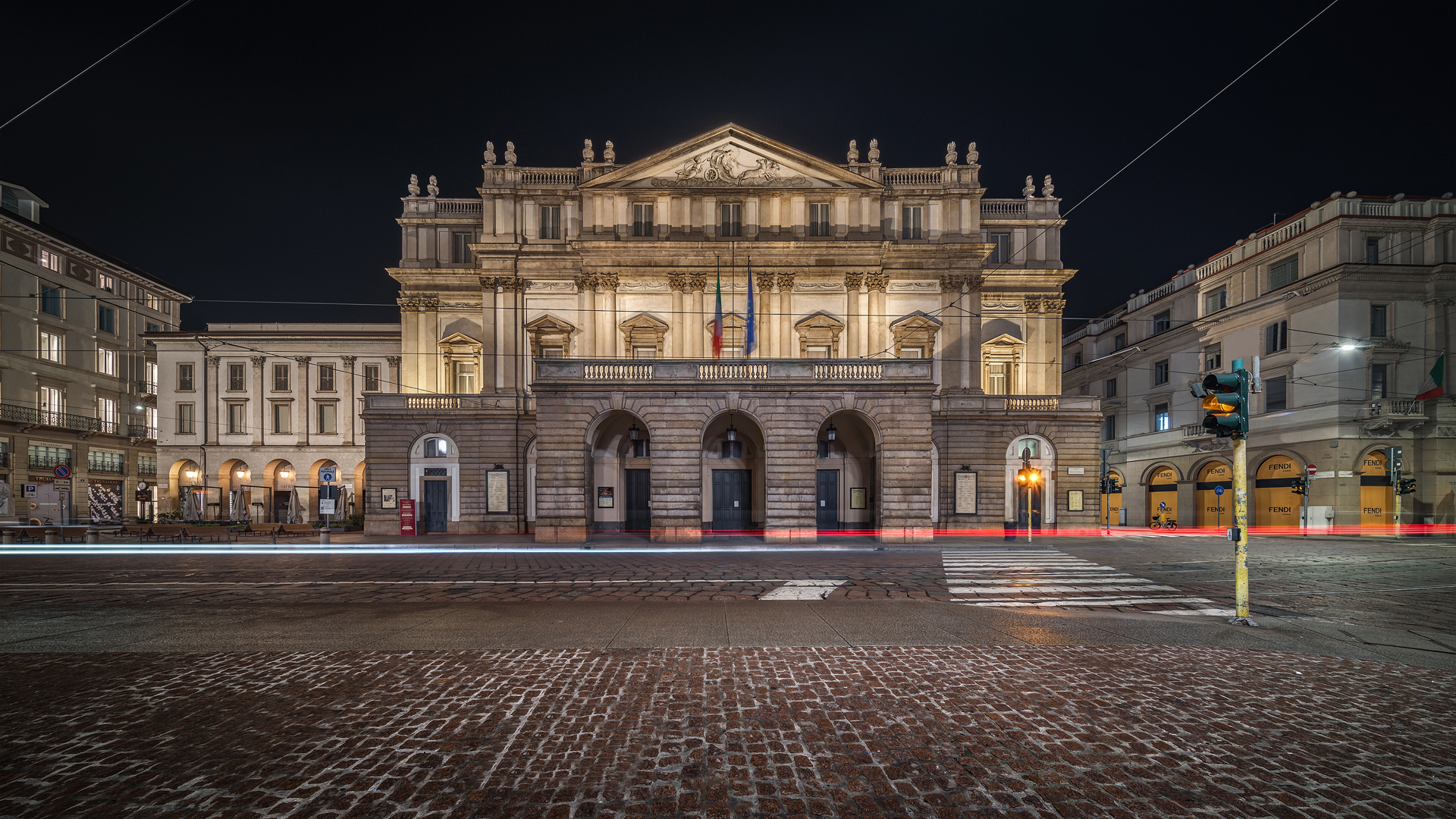
L'òpera La Scala

Milà és seu episcopal. Un dels bisbes de Milà fou Sant Ambròs, patró de la ciutat. Precisament del 293 al 402 dC, en temps de sant Ambròs i de l'emperador Teodosi I, la ciutat fou la capital de l'Imperi Romà d'Occident.

## Monuments i museus
- El Duomo (la catedral).
- La basílica de Sant'Ambrogio.

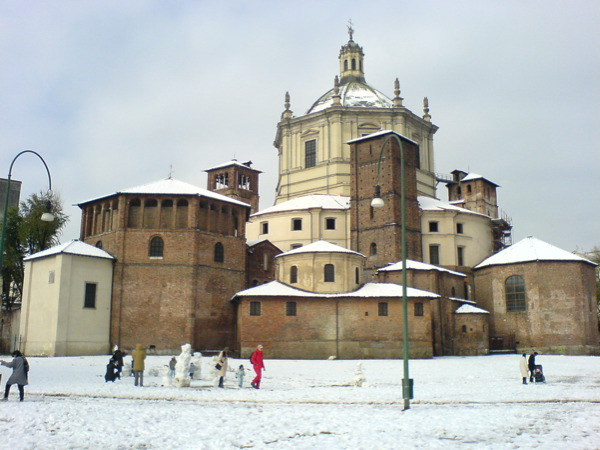
La basílica de Sant Llorenç a l'hivern

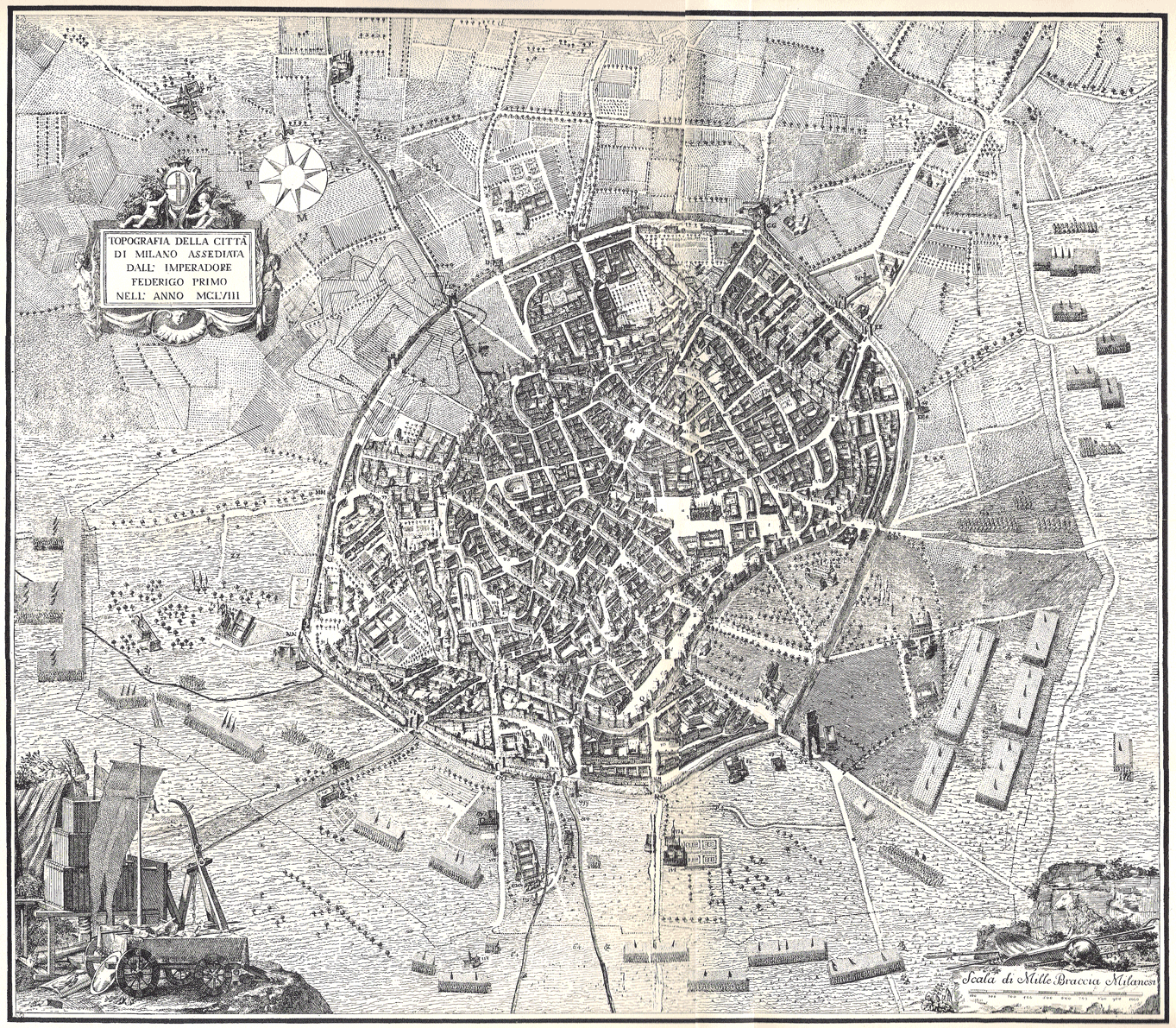
El nucli de Milà al 1158, durant el setge de Frederic Barba-roja

- El castell dels Sforza, amb la Raccolte extraeuropee del Castello Sforzesco
- L'òpera La Scala.
- Les galeries Vittorio Emanuele II.
- L'església de Santa Maria delle Grazie, on es pot admirar El sant Sopar, obra de Leonardo da Vinci, declarada Patrimoni de la Humanitat per la UNESCO.
- La pinacoteca de Brera.
- La pinacoteca i la Biblioteca Ambrosiana.
- L'església de Sant'Alessandro
- Museu del Novecento

## Transports
Milà disposa de l'aeroport de Milà-Malpensa, situat a Varese i l'aeroport de Milà-Linate. El metro de Milà disposa de tres línies anomenades M1, M2 i M3. També disposa de diverses línies de tramvia. És també un important enllaç ferroviari i de comunicacions en general. A Milà conflueixen moltes vies de comunicació d'importància regional, nacional i internacional: està connectada amb Torí, amb Gènova, amb l'eix de l'Emília-Romanya, l'eix Brescia-Vèneto, Bèrgam i les anomenades Valli Orobiche, les vies alpines de la Valtellina (Val Venosta, Engadina i altes valls del Rin), del cantó suís del Ticino (San Bernardino, Lucomagno i Sant Gotard) i del pas del Sempione o Simplon. Aquesta situació seva ha estat, juntament amb la fertilitat del territori, el factor principal de la seva història i del seu paper dins d'Itàlia i els països transalpins.

## Gastronomia
- risotto alla milanese (arròs a la milanesa)
- risotto allo zafferano (arròs amb safrà)
- cotoletta alla milanese (costella a la milanesa)
- osso buco (estofat de moll de l'os)
- panettone (pa de pessic de Nadal)

## Personalitats milaneses
Categoria principal: milanesos
- Sant Agustí
- Alboí
- Sant Ambròs
- Michelangelo Antonioni
- Giorgio Armani
- Bernabé apòstol
- Beatriu d'Este
- Teresa Berganza
- Eugeni de Beauharnais
- Benedicta Boccoli, actriu
- Luigi Broglio, violoncel·lista
- Antonio Canova
- Carlo Biotti
- Umberto Boccioni
- Arrigo Boito
- Mike Bongiorno
- Bramante (Donato di Pascuccio di Antonio)
- Maria Callas
- Caravaggio (Michelangelo Merisi)
- Sant Carles Borromeo
- Carlo Carrà
- Giuseppe Castiglione
- Adriano Celentano
- Paolo Cognetti
- Lu Colombo, cantant
- Giorgio De Chirico
- Dioclecià
- Diana Est, cantant
- Filarete (Antonio Averulino)
- Dario Fo
- Lucio Fontana
- Ignazio Gardella
- Randa Ghazy
- Riccardo Giacconi
- Gualtiero Galmanini
- Leonardo da Vinci
- Licini I
- Lluís el Moro
- Ernesto Teodoro Moneta
- Eugenio Montale
- Indro Montanelli
- Mario Monti
- Alessandro Manzoni
- Filippo Tommaso Marinetti
- Carlo Maria Martini
- Pietro Mascagni
- Maximià
- Valentino Mazzola
- Giuseppe Meazza
- Cesare Merzagora
- Bruno Munari
- Benito Mussolini
- Riccardo Muti
- Giulio Natta
- Amedeo Natoli
- Gianluigi Nuzzi
- Francesco Petrarca
- Salvatore Quasimodo
- Aldo Rossi
- Luisa Casati
- Giovanni Schiaparelli
- Mario Sironi
- Stendhal
- Filippo De Pisis
- Victor de Sabata
- Ardito Desio
- Teodosi I el Gran
- Arturo Toscanini
- Pau VI
- Giorgio Strehler
- Renata Tebaldi
- Giuseppe Verdi
- Bernabé Visconti
- Felip Maria Visconti
- Joan Galeàs Visconti
- Mateu I Visconti
- Otó Visconti
- Elisabetta Viviani
- Maria Caterina Rosalbina Caradori-Allan (soprano)
- Ferruccio Burco (director d'orquestra)
- Una Chi, escriptora i traductora